# Древес, Патрик
Па́трик Дре́вес (нем. Patrick Drewes; род. 4 февраля 1993 года, Дельменхорст, Германия) — немецкий футболист, вратарь дортмундской «Боруссии».

## Клубная карьера
Воспитанник «Вольфсбурга». За родной клуб не сыграл ни одного матча.
Был важной фигурой в составе «Виля», который занял третье место в Челлендж-лиге.
В «Киккерс» начинал запасным, но по ходу сезона стал основным, даже несмотря на череду небольших травм во втором сезоне, и дважды занял пятое место в Третьей лиге, а также выиграл Кубок Баварии.
После неплохих выступлений во втором дивизионе, Древеса подобрал «Бохум» на роль запасного вратаря. По итогам второго сезона немец стал чемпионом и повышение в высший дивизион, сыграв 5 матчей в лиге и 2 в кубке.
По истечении контракта перешел в «Зандхаузен», выступавший на тот момент во второй Бундеслиге, где с ходу стал игроком стартового состава. По итогам второго сезона с Древесом в воротах «Зандхаузен» покинул первый дивизион, после чего бесплатно ушел в «Карслруэ», где провел один сезон в качестве основного голкипера.
В сезоне 24/25 Древес вернулся в «Бохум» на замену ушедшему из клуба Мануэлю Римману. Первую половину сезона начал основным, но позже проиграл конкуренцию также перешедшему летом Тимо Хорну.
Летом 2025 года дортмундская «Боруссия» объявила о подписании Древеса за 250 тысяч евро.

## Достижения

### Вольфсбург
- Победитель Бундеслиги до 19 лет — 2010/11
- Победитель Регионаллиги (север) — 2013/14 (за Вольсфбург II)
- Кубок Германии — 2014/2015

### Вюрцбургер Киккерс
- Кубок Баварии — 2017/2018

### Бохум
- Победитель второй Бундеслиги: 2020/2021